# 수련과
수련과(睡蓮科, 학명: Nymphaeaceae 님파이아케아이[*])는 수련목의 과이다.
5속 80여 종이 세계 곳곳의 온대 및 열대 기후 지역 민물에서 자라며, 그중 60여 종이 수련속에 속한다. 한국에는 가시연꽃, 개연꽃, 수련, 왜개연꽃, 참개연꽃 5종이 분포한다.
수련속과 개연꽃속의 식물의 잎은 방사형 톱니무늬로 둥글지만, 빅토리아수련속 식물은 잎이 완전한 원형이다.
수련은 내한성과 열대성의 2개의 큰 범주로 나뉘는데, 내한성 수련은 낮 동안에만 꽃을 피우지만, 열대성 수련은 낮이든 밤이든 꽃을 피울 수 있다. 미국수련 등의 종은 방향성을 지닌다. 흰수련은 방글라데시의 국화이며, 7월의 탄생화이다.

## 하위 분류
- 가시연꽃속(Euryale Salisb.)
- 개연꽃속(Nuphar Sm.)
- 바클리수련속(Barclaya Wall.)
- 빅토리아수련속(Victoria Lindl.)
- 수련속(Nymphaea L.)

## 계통 분류
2016년 APG IV 분류 체계에서는 수련과를 속씨식물군 수련목 아래에 분류하며, 이는 2009년 APG III 분류 체계의 분류와 동일하다. 2003년 APG II 분류 체계와 그 이전의 1998년 APG 분류 체계에서는 속씨식물군 아래에 목을 따로 두지 않고 수련과만 인정했는데, 이때 어항마름과 식물이 수련과 안에 포함되었으며, 다만 APG II 분류 체계에서는 어항마름과의 선택적 분리를 인정했다.
바클리수련속은 씨방 위로 꽃덮개(꽃부리와 꽃받침) 관이 뻗어나오고 수술대 아랫쪽이 결합된 형태라는 점을 들어 과거에는 별개의 바클리수련과(Barclayaceae)로 분류하기도 했으나, 분자계통학 연구에 따라 수련과에 포함되었다.
연꽃과(Nelumbonaceae)는 한때 수련과에 속하는 것으로 여겨졌으나, 지금은 별개의 과로 진정쌍떡잎식물군 프로테아목 아래에 분류된다.

## 사진

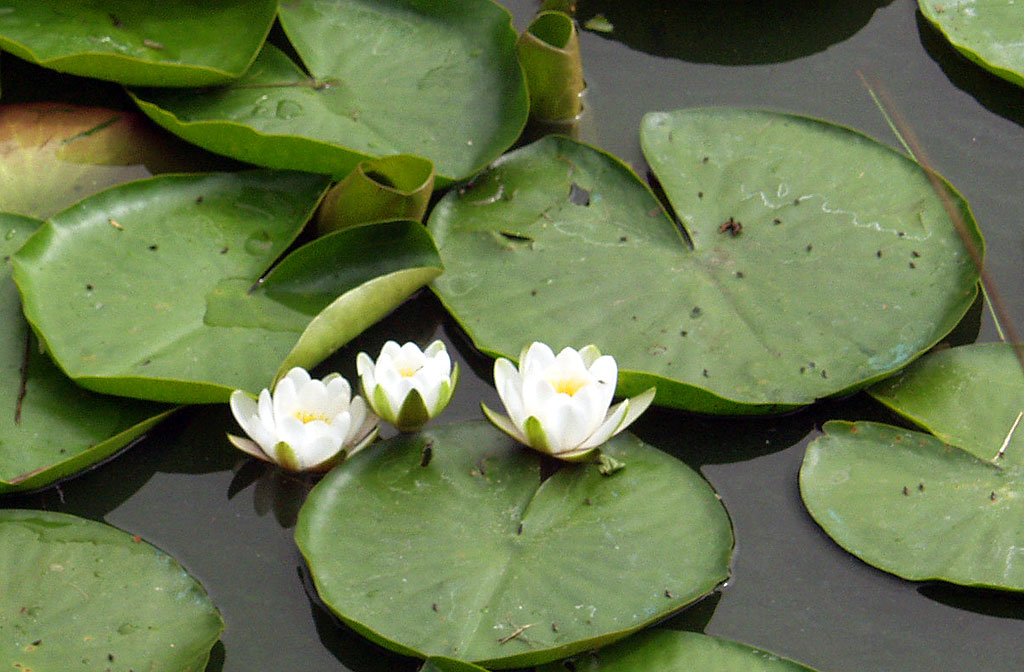
네덜란드 돔뷔르흐의 흰수련
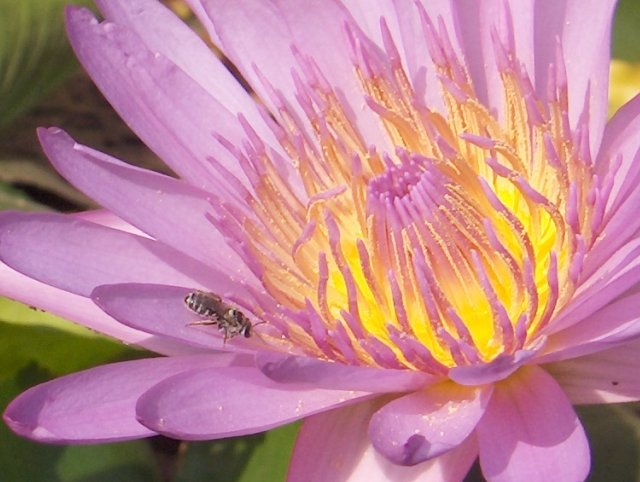
수련에 가루받이 하는 꿀벌
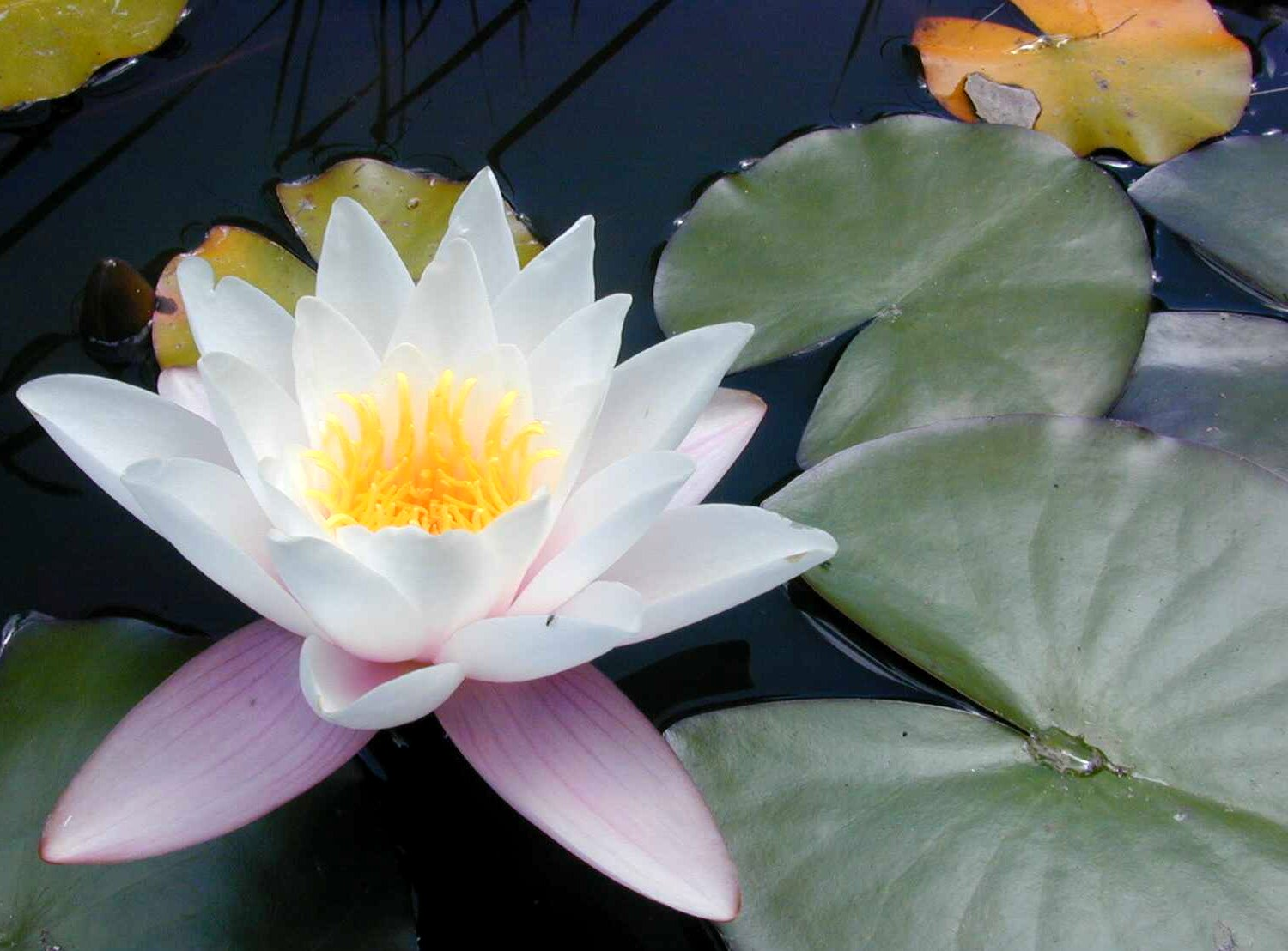
케냐 몸바사의 수련
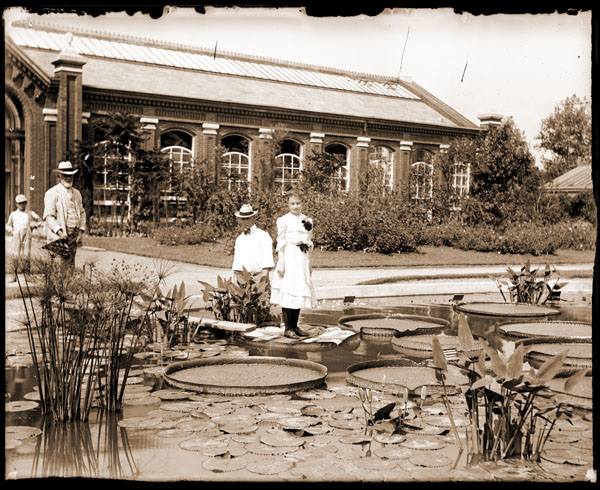
크루지아나빅토리아수련 위에 서 있는 사람
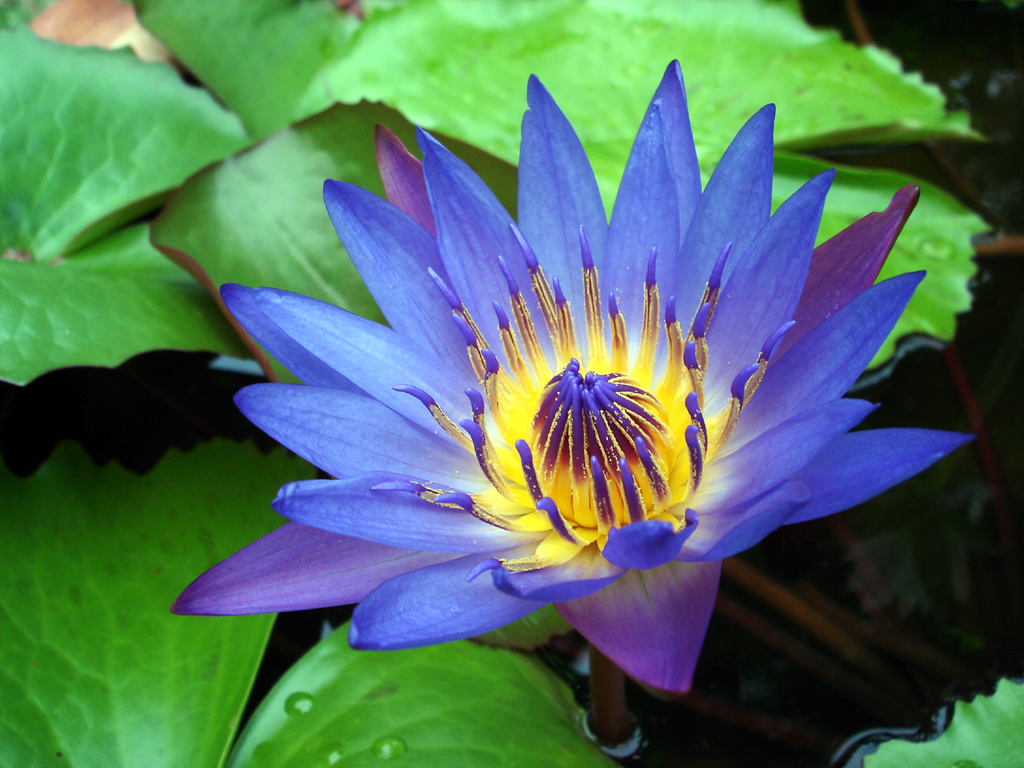
말레이시아의 열대성 수련
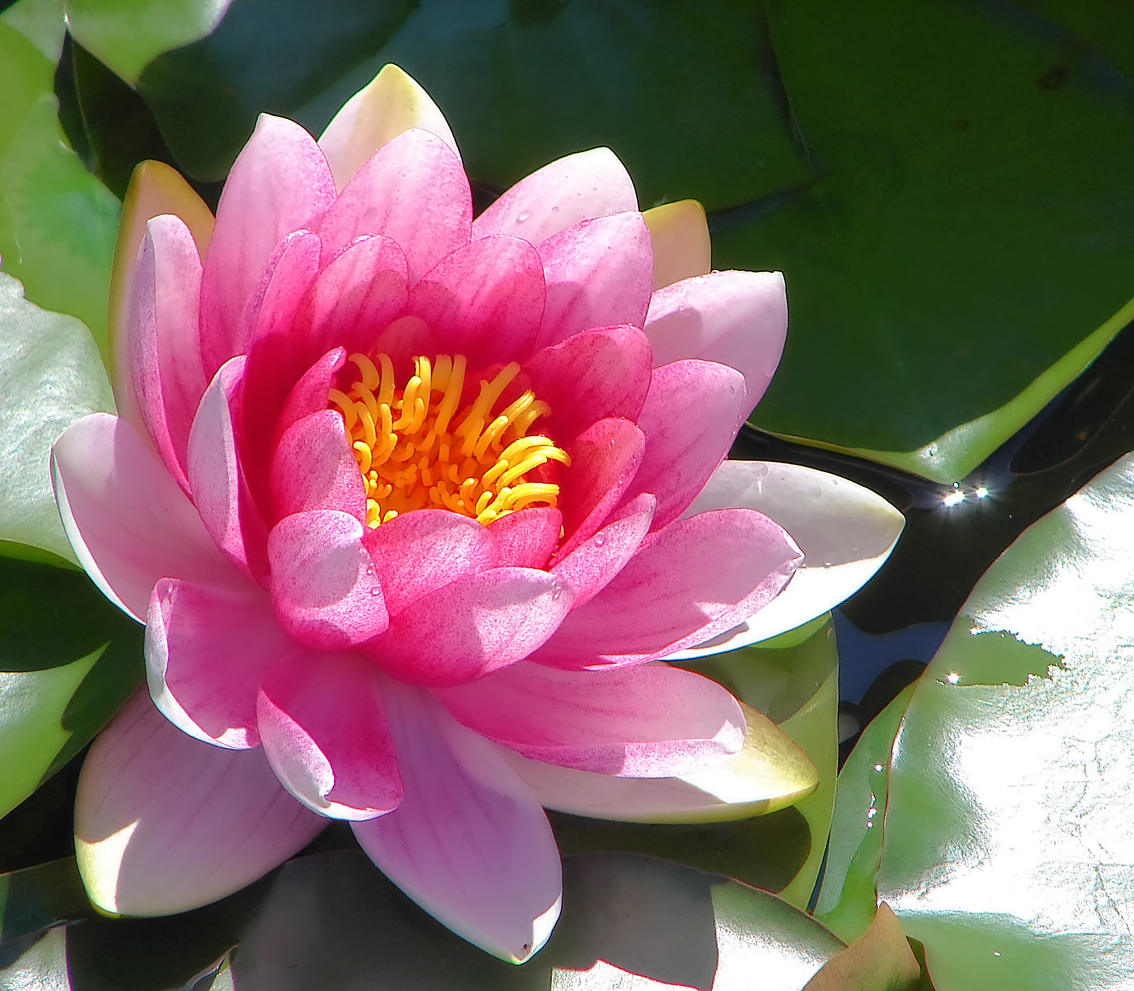
오스트레일리아 시드니의 분홍색 수련
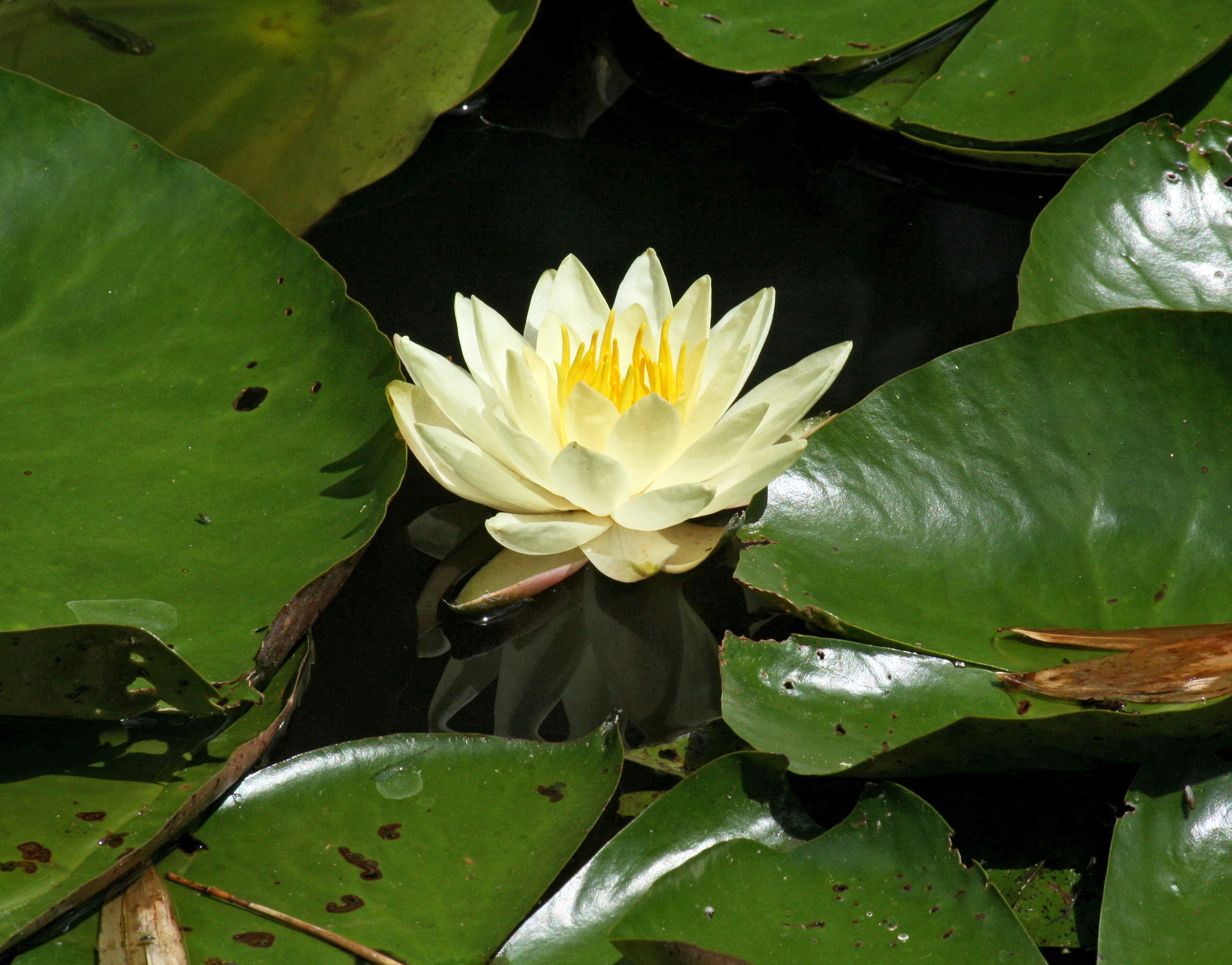
미국 플로리다주 카나파하 식물원의 흰수련